# Nicostratos le pélican
Pour plus de détails, voir Fiche technique et Distribution.
Nicostratos le pélican est une comédie dramatique française réalisée par Olivier Horlait, sortie en 2011.

## Synopsis
Yannis, un adolescent vivant sur une île grecque avec son père pêcheur, adopte un jeune pélican. Son arrivée va bouleverser sa vie et celle de l'île...

## Fiche technique
- Réalisation : Olivier Horlait
- Scénario : Éric Boisset et Olivier Horlait, d'après le roman d'Eric Boisset, Nicostratos
- Photographie : Michel Amathieu
- Musique : Panayotis Kalantzopoulos
- Sociétés de production : Five 2 one & Wesh Wesh Productions
- Sociétés de distribution : Warner Bros., Studio 37
- Pays de production :  France
- Durée : 95 minutes
- Date de sortie :
  - France : 29 juin 2011

## Distribution
- Thibault Le Guellec : Yannis
- Emir Kusturica : Demosthène
- François-Xavier Demaison : Aristote
- Jade-Rose Parker : Angeliki
- Gennadio Patsis : Popa Kosmas
- Valériane de Villeneuve : Mme Karoussos
- Yves Nado : le capitaine du cargo
- Ntinos Pontikopoulos : Moine Karoussos
- Dimitris Sarikizouglou : Moine prudent
- Socrates Patsikas : Moine gourmand
- Stelios Iakovidis : Moine sérieux
- Vasilis Batsakoutsas : Le guide touristique
- Christina Dendrinou : La maraîchère
- Monica McShane : La touriste américaine
- Viki Maragaki : La vendangeuse
- Yiannis Damirai : Spyros
- Spyros Kyriazopoulos : Fokas
- Maria Pouliezou : Sylvia
- Yiannis Athanasapoulos : Daniel

## Autour du film
Lors de la préparation du film, le titre envisagé fut d'abord Un été grec.
Des pélicans du parc des oiseaux de Villars-les-Dombes (ayant déjà participé au Peuple migrateur) et une partie de l'équipe du parc a participé au tournage en Grèce,.